# Arnoldo Gabaldón
Pour les articles homonymes, voir Gabaldon.
Arnoldo Gabaldón est un médecin, chercheur et homme politique vénézuélien, né à Trujillo le 1er mars 1909 et mort à Caracas le 1er septembre 1990. Il a été ministre vénézuélien de la Santé de 1959 à 1964 sous la présidence de Rómulo Betancourt. Gabaldón est reconnu pour important activisme contre le paludisme au Venezuela.